# Jan Jobs
Jan Jobs (ur. 3 grudnia 1982 w Warszawie) – polski prawnik i adwokat, od 2019 do 2023 członek Trybunału Stanu.

## Życiorys
W 2006 ukończył studia prawnicze na Wydziale Prawa i Administracji Uniwersytetu Warszawskiego. Kształcił się podyplomowo w zakresie bankowości w Szkole Głównej Handlowej, ukończył też kurs prawa amerykańskiego współprowadzony przez University of Florida – Levin College of Law. Odbył następnie aplikację adwokacką pod patronatem Stanisława Rymara. Działał też m.in. w międzynarodowym stowarzyszeniu prawa karnego gospodarczego Roxin Alliance i jako sekretarz Porozumienia Samorządów Zawodów Prawniczych i Organizacji Prawniczych. W 2013 został współzałożycielem (partnerem) kancelarii prawnej Jobs Skowrońska Samsel (JSS) w Warszawie, w ramach praktyki specjalizuje się w prawie karnym gospodarczym, prawie pracy i zarządzaniu zgodnością (compliance).
21 listopada 2019 wybrany przez Sejm IX kadencji na członka Trybunału Stanu (z rekomendacji klubu Lewicy). Zakończył pełnienie funkcji w listopadzie 2023.